# جام حذفی فوتبال اتریش
جام حذفی فوتبال اتریش (به آلمانی: ÖFB-Cup) مسابقاتی است که به صورت حذفی در کشور اتریش از سال ۱۹۱۹ تاکنون برگزار می‌شود. این جام از ۹۸ تیم که از سراسر کشور اتریش در آن شرکت می‌کنند برگزار می‌شود.
باشگاه فوتبال آستریاوین با ۲۷ قهرمانی پرافتخارترین تیم این سری مسابقات به حساب می‌آید.

## پرافتخارترین باشگاه‌ها
- باشگاه فوتبال آستریاوین: ۲۷ قهرمانی
- باشگاه فوتبال راپیدوین: ۱۴ قهرمانی
- باشگاه سالزبورگ  :۹ قهرمانی
- باشگاه فوتبال واکر اینسبراک: ۷ قهرمانی
- باشگاه فوتبال آدمیرا وین: ۶ قهرمانی
- باشگاه فوتبال اشتورم گراتس: ۶ قهرمانی
- باشگاه فوتبال گرازر: ۴ قهرمانی